# Pierre-Jean-Thomas Boerio
Don Pierre-Jean-Thomas de Boerio (1er juillet 1738, Corte - 17 septembre 1808, Ajaccio), est un magistrat et homme politique français.

## Biographie
Il est le fils de Gian-Tomaso Boerio, colonel au service de Venise et vice-chancelier de Corse.
Avocat en 1771, juge royal à la Porta d'Ampugnani en 1772, puis membre du Conseil Supérieur de la Corse en 1789, Boerio était président du tribunal de Corte quand il fut élu, le 20 septembre 1791, député de la Corse à l'Assemblée législative. Il y prit la parole, à la séance du 13 juillet 1792, sur le rapport relatif à la suspension de Pétion, maire de Paris. Comme Muraire, député du Var, proposait à l'Assemblée de décréter que la suspension du maire serait levée, Boerio s'y opposa et demanda la question préalable. Malgré ses efforts, le projet de décret fut adopté.
Après le 18 brumaire, Boerio, partisan de Bonaparte, devint le 7 messidor au VIII président du tribunal d'appel à Ajaccio, et le 25 prairial an XII, membre de la Légion d'honneur.
Marié à Marie-Catherine Arrighi de Casanova, sœur d'Antoine-Louis et de Hyacinthe, il est le beau-père de Christophe Saliceti.